# Carapa surinamensis
Espèce
Classification phylogénétique
Synonymes
- Granatum surinamense (Miq.) Kuntze

Carapa surinamensis est une espèce d'arbres de la famille des Méliacées que l'on rencontre en Amérique du Sud. Présente au Brésil et sur le Plateau des Guyanes, elle est connue sous les noms locaux de carapa en Guyane, tiviru en (palikur), yani en (wayãpi), andiroba au Brésil.
Cette espèce fut longtemps confondue avec l'espèce africaine Carapa procera DC. et n'en fut séparée qu'en 2011.

## Description
Ce grand arbre peut atteindre 30 à 35 m de haut pour 1 m de diamètre. Son feuillage jeune est rouge. Les feuilles paripennées portent 8 à 16 folioles, atteignent 50 à 70 cm et se terminent par un bourgeon foliaire avorté. L'accumulation des rachis au sol est caractéristique. L'écorce du tronc a tendance à desquamer en plaques rectangulaires. La maturation des fruits nécessite un an. Il s'agit de capsules s'ouvrant en 4 et renfermant de grosses graines pyramidales disséminées par les rongeurs. Son bois dégage une odeur agréable typique des Meliaceae.

## Utilisations
Son bois résistant aux termites est apprécié en ébénisterie et en charpenterie.
En Guyane, sa graine est bouillie et pressée pour en tirer une huile aux vertus anti-inflammatoires et répulsive pour les insectes et les poux d'agoutis. Elle entre aussi dans la fabrication d'emplâtres destinés à soigner les claquages musculaires. Elle sert de liant pour le roucou destiné aux peintures corporelles amérindiennes. L'infusion de l'écorce est vermifuge et soigne la diarrhée. Carapa guianensis, une espèce proche, est utilisée de la même façon.